# Andrij Bohaj
Andrij Bohaj (ukrainisch Андрій Богай, engl. Transkription Andriy Bohay; * 19. Juli 1987) ist ein ukrainischer Biathlet.
Andrij Bohaj nahm erstmals 2006 in Ufa an den Junioren-Weltmeisterschaften im Sommerbiathlon teil und wurde in den Crosslauf-Wettbewerben Elfter des Sprints, Neunter der Verfolgung und gemeinsam mit Walentyna und Wita Semerenko sowie Anton Junak Silbermedaillengewinner mit der ukrainischen Staffel hinter der Vertretung Russlands. Im Winter startete Bohaj zwischen 2006 und 2008 regelmäßig im Biathlon-Europacup der Junioren, ohne jedoch nennenswerte Ergebnisse zu erreichen. In Martell startete er 2007 bei den Junioren-Weltmeisterschaften und erreichte die Ränge 48 im Sprint, 50 in der Verfolgung und Platz 14 im Staffelrennen. Am erfolgreichsten in der Juniorenzeit wurden die Sommerbiathlon-Weltmeisterschaften 2007 in Otepää, bei denen Bohaj nach einem 24. Platz im Sprint das Massenstartrennen gewann und mit den Semerenko-Schwestern und Oleksandr Kolos hinter Russland Staffelsilber erreichte. Letzter Wettkampf bei den Junioren wurden die Biathlon-Juniorenweltmeisterschaften 2008 in Ruhpolding, wo der Ukrainer einzig im Einzel an den Start ging und dort 34. wurde.
Seit 2009 tritt Bohaj bei den Männern im Leistungsbereich an und wird vor allem im Crosslauf-Sommerbiathlon eingesetzt. Erstes Großereignis wurden hier die Sommerbiathlon-Weltmeisterschaften 2008 in Oberhof, wo er im Sprint als Viertplatzierter nur knapp eine Medaille verpasste. In der Verfolgung verlor er ein paar Ränge und wurde Siebter. Erstmals die Medaillenränge erreichte der Ukrainer bei den Sommerbiathlon-Europameisterschaften 2010 in Osrblie. Im Sprint wurde er Neunter, im Verfolgungsrennen Siebter. Mit Switlana Krikontschuk, Tetjana Tratschuk und Nasarij Buryk gewann Bohaj als Schlussläufer der Staffel hinter den Russen die Silbermedaille. Bei den Sommerbiathlon-Europameisterschaften 2011 in Martell kam er auf den zehnten Rang im Sprint, wurde Sechster des Verfolgungsrennens und gewann mit Switlana Krikontschuk, Ljudmyla Pyssarenko und Andrij Wosnjak hinter der russischen Staffel die Silbermedaille im Mixed-Wettbewerb.